# Автономни окръзи в Руската федерация
Руската Федерация се състои към 2016 г. от 85 субекта, 4 от които са автономни окръзи:
1. Чукотски автономен окръг
2. Ханти-Мансийски автономен окръг
3. Ненецки автономен окръг
4. Ямало-Ненецки автономен окръг

## Бивши автономни окръзи
1. Агински-Бурятски автономен окръг
2. Уст Ордински бурятски автономен окръг
3. Корякски автономен окръг
4. Таймирски автономен окръг
5. Коми-Пермяцки автономен окръг
6. Евенкски автономен окръг

Преди 2005 година съществува и Коми-Пермяцки автономен окръг, който от 1 декември 2005 влиза в състава на Пермския край, образуван в резултат на сливането на окръга с Пермска област, след референдум, проведен на 7 март 2003 година. На 1 юли 2007 се обединяват Камчатска област и Корякски автономен окръг в Камчатски край.